# Championnat panaméricain féminin de handball 2017
Navigation
Cuba 2015
Le 14e Championnat panaméricain féminin de handball s'est déroulé ddu 18 au 25 juin 2017 à Villa Ballester, en Argentine. Il s'agit de la dernière édition de la compétition, la Fédération internationale de handball (IHF) ayant décidé le 14 janvier 2018 de diviser la Fédération panaméricaine de handball (PATHF) en deux confédérations continentales : la Confédération d'Amérique du Nord et des Caraïbes et la Confédération d'Amérique du Sud et centrale.
Le Brésil remporte la compétition pour la 10e fois, suivi de l'Argentine et du Paraguay. Ces trois équipes sont qualifiées pour le Championnat du monde 2017.

## Présentation

### Organisation de la compétition
Le Canada, qui devait accueillir la compétition, s'est finalement retiré trois mois avant le début de la compétition. L'Argentine a assumé l'organisation malgré le peu de temps disponible.

### Qualifications
Ainsi, après le retrait du Canada et le forfait de Cuba, seules 10 équipes au lieu de 12 participent à la compétition :
| Motif de qualification                              | Places | Qualifiés                              |
| --------------------------------------------------- | ------ | -------------------------------------- |
| Pays organisateur                                   | 1      | Canada Argentine                       |
| Résultats du Championnat panaméricain 2015          | 1      | Brésil Cuba ( Argentine)               |
| Pays d'Amérique du Sud candidats.                   | 4      | Chili Colombie Paraguay Uruguay        |
| Championnat d'Amérique centrale 2016 (en)           | 1      | Guatemala                              |
| Championnat d'Amérique du Nord et des Caraïbes 2017 | 3      | États-Unis Porto Rico Rép. dominicaine |

Notes :
1. ↑  Après s'est retiré de l'organisation de la compétition, le Canada a perdu sa qualification automatique.
2. ↑  Cuba a déclaré forfait
3. ↑  En plus du Brésil et de l'Argentine, déjà qualifiés, seules 4 pays se sont portés candidats pour disputer les 4 places qualificatives de la zone Amérique du Sud : ils sont donc tous les 4 directement qualifiés

## Tour préliminaire

### Groupe A
|   | Équipe     | Pts | J | G | N | P | Bp  | Bc  | Diff |
| - | ---------- | --- | - | - | - | - | --- | --- | ---- |
| 1 | Brésil     | 9   | 4 | 4 | 0 | 0 | 157 | 52  | 105  |
| 2 | Paraguay   | 6   | 4 | 3 | 0 | 1 | 107 | 95  | 12   |
| 3 | Porto Rico | 4   | 4 | 2 | 0 | 2 | 98  | 114 | -16  |
| 4 | États-Unis | 2   | 4 | 1 | 0 | 3 | 91  | 117 | -26  |
| 5 | Colombie   | 1   | 4 | 0 | 0 | 4 | 67  | 142 | -75  |

| 18 juin 12h00 | Paraguay | 35 – 17 | Colombie           | Estadio Mundialista, Villa Ballester |
| 18 juin 12h00 | Fiore 8  | (18–11) | Córdoba, Estrada 5 | Estadio Mundialista, Villa Ballester |
| 18 juin 12h00 | ×2       | Rapport | ×1 ×6              | Estadio Mundialista, Villa Ballester |

| 18 juin 19:15 | Brésil               | 42 – 10 | États-Unis | Estadio Mundialista, Villa Ballester |
| 18 juin 19:15 | M. Costa, T. Costa 7 | (17–7)  | Andersen 3 | Estadio Mundialista, Villa Ballester |
| 18 juin 19:15 | ×3 ×2                | Rapport | ×1 ×6      | Estadio Mundialista, Villa Ballester |

| 19 juin 13:30 | États-Unis | 25 – 29 | Porto Rico | Estadio Mundialista, Villa Ballester |
| 19 juin 13:30 | Andersen 6 | (10–14) | Hiraldo 8  | Estadio Mundialista, Villa Ballester |
| 19 juin 13:30 | ×1 ×6      | Rapport | ×1 ×4      | Estadio Mundialista, Villa Ballester |

| 19 juin 20h00 | Colombie  | 12 – 46 | Brésil     | Estadio Mundialista, Villa Ballester |
| 19 juin 20h00 | Córdoba 4 | (7–20)  | M. Costa 8 | Estadio Mundialista, Villa Ballester |
| 19 juin 20h00 | ×2        | Rapport | ×1         | Estadio Mundialista, Villa Ballester |

| 20 juin 15:30 | Colombie  | 21 – 30 | Porto Rico | Estadio Mundialista, Villa Ballester |
| 20 juin 15:30 | Córdoba 5 | (12–13) | Fuentes 10 | Estadio Mundialista, Villa Ballester |
| 20 juin 15:30 | ×3 ×7     | Rapport | ×3 ×2      | Estadio Mundialista, Villa Ballester |

| 20 juin 20h00 | Paraguay | 15 – 29 | Brésil     | Estadio Mundialista, Villa Ballester |
| 20 juin 20h00 | Fiore 5  | (12–13) | Quintino 8 | Estadio Mundialista, Villa Ballester |
| 20 juin 20h00 | ×3 ×4    | Rapport | ×2 ×8      | Estadio Mundialista, Villa Ballester |

| 21 juin 15h00 | États-Unis        | 31 – 17 | Colombie | Estadio Mundialista, Villa Ballester |
| 21 juin 15h00 | Taylor, Darling 6 | (14–8)  | Pérez 5  | Estadio Mundialista, Villa Ballester |
| 21 juin 15h00 | ×1 ×4             | Rapport | ×2 ×8    | Estadio Mundialista, Villa Ballester |

| 21 juin 17h00 | Paraguay              | 28 – 24 | Porto Rico | Estadio Mundialista, Villa Ballester |
| 21 juin 17h00 | Fernández, F. Acuña 6 | (12–11) | García 9   | Estadio Mundialista, Villa Ballester |
| 21 juin 17h00 | ×2 ×7                 | Rapport | ×2 ×5 ×1   | Estadio Mundialista, Villa Ballester |

| 22 juin 14:30 | Paraguay | 29 – 25 | États-Unis | Estadio Mundialista, Villa Ballester |
| 22 juin 14:30 | Fiore 9  | (15–11) | Darling 7  | Estadio Mundialista, Villa Ballester |
| 22 juin 14:30 | ×1 ×2    | Rapport | ×1         | Estadio Mundialista, Villa Ballester |

| 22 juin 19h00 | Brésil     | 40 – 15 | Porto Rico | Estadio Mundialista, Villa Ballester |
| 22 juin 19h00 | M. Costa 7 | (17–5)  | García 4   | Estadio Mundialista, Villa Ballester |
| 22 juin 19h00 | ×1 ×2      | Rapport | ×2         | Estadio Mundialista, Villa Ballester |

### Groupe B
|   | Équipe           | Pts | J | G | N | P | Bp  | Bc  | Diff |
| - | ---------------- | --- | - | - | - | - | --- | --- | ---- |
| 1 | Argentine        | 8   | 4 | 4 | 0 | 0 | 141 | 59  | 82   |
| 2 | Uruguay          | 6   | 4 | 3 | 0 | 1 | 114 | 81  | 33   |
| 3 | Chili            | 4   | 4 | 2 | 0 | 2 | 100 | 88  | 12   |
| 4 | Rép. dominicaine | 2   | 4 | 1 | 0 | 3 | 74  | 124 | -50  |
| 5 | Guatemala        | 0   | 4 | 0 | 0 | 4 | 68  | 145 | -77  |

| 18 juin 14h00 | Chili   | 33 – 11 | Rép. dominicaine | Estadio Mundialista, Villa Ballester |
| 18 juin 14h00 | Parra 6 | (16–4)  | López 3          | Estadio Mundialista, Villa Ballester |
| 18 juin 14h00 | ×1 ×3   | Rapport | ×3 ×5            | Estadio Mundialista, Villa Ballester |

| 18 juin 17:15 | Argentine   | 43 – 14 | Guatemala   | Estadio Mundialista, Villa Ballester |
| 18 juin 17:15 | Bonazzola 7 | (22–10) | Lavarreda 8 | Estadio Mundialista, Villa Ballester |
| 18 juin 17:15 | ×3 ×1       | Rapport | ×3 ×4       | Estadio Mundialista, Villa Ballester |

| 19 juin 15:30 | Guatemala   | 12 – 39 | Uruguay   | Estadio Mundialista, Villa Ballester |
| 19 juin 15:30 | Lavarreda 6 | (5–25)  | Schinca 6 | Estadio Mundialista, Villa Ballester |
| 19 juin 15:30 | ×2          | Rapport | ×2        | Estadio Mundialista, Villa Ballester |

| 19 juin 18h00 | Rép. dominicaine | 9 – 43  | Argentine   | Estadio Mundialista, Villa Ballester |
| 19 juin 18h00 | 3 joueuses 2     | (4–21)  | Bonazzola 7 | Estadio Mundialista, Villa Ballester |
| 19 juin 18h00 | ×5               | Rapport | ×3          | Estadio Mundialista, Villa Ballester |

| 20 juin 13:30 | Uruguay | 31 – 23 | Rép. dominicaine | Estadio Mundialista, Villa Ballester |
| 20 juin 13:30 | López 7 | (16–9)  | López 7          | Estadio Mundialista, Villa Ballester |
| 20 juin 13:30 | ×2 ×4   | Rapport | ×2 ×8 ×1         | Estadio Mundialista, Villa Ballester |

| 20 juin 18h00 | Chili    | 19 – 26 | Argentine | Estadio Mundialista, Villa Ballester |
| 20 juin 18h00 | Lovera 4 | (9–13)  | Karsten 5 | Estadio Mundialista, Villa Ballester |
| 20 juin 18h00 | ×2 ×4    | Rapport | ×2 ×1     | Estadio Mundialista, Villa Ballester |

| 21 juin 13h00 | Rép. dominicaine | 31 – 17 | Guatemala | Estadio Mundialista, Villa Ballester |
| 21 juin 13h00 | López 8          | (17–6)  | Herrera 7 | Estadio Mundialista, Villa Ballester |
| 21 juin 13h00 | ×1 ×5            | Rapport | ×2 ×5     | Estadio Mundialista, Villa Ballester |

| 21 juin 19h00 | Uruguay | 26 – 17 | Chili    | Estadio Mundialista, Villa Ballester |
| 21 juin 19h00 | Fynn 7  | (14–8)  | Torres 6 | Estadio Mundialista, Villa Ballester |
| 21 juin 19h00 | ×3 ×6   | Rapport | ×6 ×1    | Estadio Mundialista, Villa Ballester |

| 22 juin 16:30 | Chili             | 31 – 25 | Guatemala   | Estadio Mundialista, Villa Ballester |
| 22 juin 16:30 | Canessa, Lovera 5 | (18–14) | Lavarreda 8 | Estadio Mundialista, Villa Ballester |
| 22 juin 16:30 | ×2                | Rapport | ×3 ×4       | Estadio Mundialista, Villa Ballester |

| 22 juin 21h00 | Argentine | 29 – 17 | Uruguay    | Estadio Mundialista, Villa Ballester |
| 22 juin 21h00 | Salvadó 8 | (11–7)  | Scarrone 4 | Estadio Mundialista, Villa Ballester |
| 22 juin 21h00 | ×2 ×1     | Rapport | ×1 ×6      | Estadio Mundialista, Villa Ballester |

## Phase finale
|  | Demi-finales | Demi-finales |                        |    | Finale  | Finale  |
|  | Demi-finales | Demi-finales |                        |    | Finale  | Finale  |
|  |              |              |                        |    |         |         |
|  | 24 juin      | 24 juin      |                        |    | 25 juin | 25 juin |
|  | 24 juin      | 24 juin      |                        |    | 25 juin | 25 juin |
|  | Brésil       | 42           |                        |    | 25 juin | 25 juin |
|  | Brésil       | 42           |                        |    | 25 juin | 25 juin |
|  | Uruguay      | 23           |                        |    | 25 juin | 25 juin |
|  | Uruguay      | 23           | Brésil                 | 38 |         |         |
|  | 24 juin      |              | Brésil                 | 38 |         |         |
|  |              | Argentine    | 20                     |    |         |         |
|  | Argentine    | Argentine    | 20                     | 29 |         |         |
|  | Argentine    |              |                        | 29 |         |         |
|  | Paraguay     | 19           |                        |    |         |         |
|  | Paraguay     | 19           | Match pour la 3e place |    |         |         |
|  |              |              |                        |    |         |         |
|  | 25 juin      |              |                        |    |         |         |
|  |              |              |                        |    |         |         |
|  | Uruguay      | 22           |                        |    |         |         |
|  | Uruguay      | 22           |                        |    |         |         |
|  | Paraguay     | 24           |                        |    |         |         |
|  | Paraguay     | 24           |                        |    |         |         |

### Demi-finales
| 24 juin 16h00 | Brésil   | 42 – 23 | Uruguay  | Estadio Mundialista, Villa Ballester |
| 24 juin 16h00 | Rocha 10 | (25–8)  | Charlo 6 | Estadio Mundialista, Villa Ballester |
| 24 juin 16h00 | ×3       | Rapport | ×2 ×6    | Estadio Mundialista, Villa Ballester |

| 24 juin 18h00 | Argentine  | 29 – 19 | Paraguay     | Estadio Mundialista, Villa Ballester |
| 24 juin 18h00 | Campigli 9 | (15–9)  | 3 joueuses 4 | Estadio Mundialista, Villa Ballester |
| 24 juin 18h00 | ×1 ×2      | Rapport | ×2 ×1        | Estadio Mundialista, Villa Ballester |

### Match pour la3eplace
| 25 juin 14h00 | Uruguay          | 22 – 24 | Paraguay   | Estadio Mundialista, Villa Ballester |
| 25 juin 14h00 | Fynn, Scarrone 5 | (13–15) | F. Acuña 7 | Estadio Mundialista, Villa Ballester |
| 25 juin 14h00 | ×1 ×6            | Rapport | ×1 ×4      | Estadio Mundialista, Villa Ballester |

### Finale
| 25 juin 16:15 | Brésil   | 38 – 20 | Argentine         | Estadio Mundialista, Villa Ballester |
| 25 juin 16:15 | Amorim 7 | (18–8)  | Campigli, Urban 3 | Estadio Mundialista, Villa Ballester |
| 25 juin 16:15 | ×2       | Rapport | ×2                | Estadio Mundialista, Villa Ballester |

## Matchs de classement

### Match pour la9eplace
| 24 juin 10h00 | Colombie  | 28 – 23 | Guatemala    | Estadio Mundialista, Villa Ballester |
| 24 juin 10h00 | Córdoba 6 | (14–12) | 7 joueuses 3 | Estadio Mundialista, Villa Ballester |
| 24 juin 10h00 | ×2 ×8 ×1  | Rapport | ×4 ×1        | Estadio Mundialista, Villa Ballester |

### Matchs pour de la5eà la8eplace
|  | Demi-finales de classement | Demi-finales de classement |                        |    | Match pour la 5e place | Match pour la 5e place |
|  | Demi-finales de classement | Demi-finales de classement |                        |    | Match pour la 5e place | Match pour la 5e place |
|  |                            |                            |                        |    |                        |                        |
|  | 24 juin                    | 24 juin                    |                        |    | 25 juin                | 25 juin                |
|  | 24 juin                    | 24 juin                    |                        |    | 25 juin                | 25 juin                |
|  | Porto Rico                 | 34                         |                        |    | 25 juin                | 25 juin                |
|  | Porto Rico                 | 34                         |                        |    | 25 juin                | 25 juin                |
|  | Rép. dominicaine           | 23                         |                        |    | 25 juin                | 25 juin                |
|  | Rép. dominicaine           | 23                         | Porto Rico             | 26 |                        |                        |
|  | 24 juin                    |                            | Porto Rico             | 26 |                        |                        |
|  |                            | États-Unis                 | 22                     |    |                        |                        |
|  | Chili                      | États-Unis                 | 22                     | 20 |                        |                        |
|  | Chili                      |                            |                        | 20 |                        |                        |
|  | États-Unis                 | 27                         |                        |    |                        |                        |
|  | États-Unis                 | 27                         | Match pour la 7e place |    |                        |                        |
|  |                            |                            |                        |    |                        |                        |
|  | 25 juin                    |                            |                        |    |                        |                        |
|  |                            |                            |                        |    |                        |                        |
|  | Rép. dominicaine           | 20                         |                        |    |                        |                        |
|  | Rép. dominicaine           | 20                         |                        |    |                        |                        |
|  | Chili                      | 26                         |                        |    |                        |                        |
|  | Chili                      | 26                         |                        |    |                        |                        |

#### Demi-finales de classement
| 24 juin 12h00 | Chili    | 20 – 27 | États-Unis | Estadio Mundialista, Villa Ballester |
| 24 juin 12h00 | Torres 6 | (10–13) | Darling 7  | Estadio Mundialista, Villa Ballester |
| 24 juin 12h00 | ×1 ×2    | Rapport | ×3 ×2      | Estadio Mundialista, Villa Ballester |

| 24 juin 14h00 | Porto Rico | 34 – 23 | Rép. dominicaine | Estadio Mundialista, Villa Ballester |
| 24 juin 14h00 | García 7   | (13–14) | Puello 7         | Estadio Mundialista, Villa Ballester |
| 24 juin 14h00 | ×2         | Rapport | ×1 ×4            | Estadio Mundialista, Villa Ballester |

#### Match pour la7eplace
| 25 juin 09:30 | Chili        | 26 – 20 | Rép. dominicaine | Estadio Mundialista, Villa Ballester |
| 25 juin 09:30 | 3 joueuses 4 | (14–10) | López 6          | Estadio Mundialista, Villa Ballester |
| 25 juin 09:30 | ×2           | Rapport | ×1 ×3            | Estadio Mundialista, Villa Ballester |

#### Match pour la5eplace
| 25 juin 11:30 | États-Unis | 27 – 26 | Porto Rico | Estadio Mundialista, Villa Ballester |
| 25 juin 11:30 | Darling 8  | (10–15) | Ceballos 7 | Estadio Mundialista, Villa Ballester |
| 25 juin 11:30 | ×2 ×5      | Rapport | ×1 ×5      | Estadio Mundialista, Villa Ballester |

## Classement final
| Rang                         | Équipe           |
| ---------------------------- | ---------------- |
| Médaille d'or, Amérique      | Brésil           |
| Médaille d'argent, Amérique  | Argentine        |
| Médaille de bronze, Amérique | Paraguay         |
| 4                            | Uruguay          |
| 5                            | États-Unis       |
| 6                            | Porto Rico       |
| 7                            | Chili            |
| 8                            | Rép. dominicaine |
| 9                            | Colombie         |
| 10                           | Guatemala        |

## Équipe-type
| Poste             | Joueuse            |
| ----------------- | ------------------ |
| Meilleure joueuse | Samira Rocha       |
| Gardienne de but  | Bárbara Arenhart   |
| Ailière droite    | Jéssica Quintino   |
| Arrière droite    | Eduarda Amorim     |
| Demi-centre       | Marizza Faría (en) |
| Arrière gauche    | Manuela Pizzo (en) |
| Ailière gauche    | Samira Rocha       |
| Pivot             | Antonela Mena      |

La Paraguayenne Sabrina Fiore (en) termine meilleure buteuse avec 34 réalisations.

## Effectifs sur le podium

### Brésil, champion
L'effectif du Brésil était :
- 12 Bárbara Arenhart (GB)
- 27 Jéssica Oliveira (GB)
- 22 Mayara Moura (GB)
- 02 Bruna de Paula
- 05 Danielle Joia
- 09 Ana Paula Rodrigues Belo
- 88 Mariana Costa
- 81 Deonise Fachinello
- 0? Larissa Araújo
- 10 Jéssica Quintino
- 04 Samira Rocha
- 18 Eduarda Amorim
- 19 Amanda Caetano
- 23 Dayane Pires da Rocha (en)
- 92 Patricia Batista da Silva
- 07 Tamires Araujo
- 11 Tamires Anselmo Costa (en)

Sélectionneur
- Sérgio Graciano

### Argentine, finaliste
- Camila Bonazzola
- Rocío Campigli
- Elke Karsten (en)
- Antonela Mena
- Manuela Pizzo (en)
- Luciana Salvadó
- Rosario Urban

Sélectionneur
- Eduardo Peruchena

### Paraguay, troisième
- Fátima Acuña
- Marizza Faría (en)
- María Paula Fernández
- Sabrina Fiore (en)